# باشگاه فوتبال اسپارتاک سمی
باشگاه فوتبال اسپارتاک سمی (قزاقی: Spartak Fýtbol Klýby) یک باشگاه فوتبال در شهر سمی قزاقستان است. این باشگاه بین سالهای ۱۹۹۳ تا ۲۰۰۴ آلیما نام داشت. این باشگاه در سال ۱۹۶۴ با نام Tsementnik تأسیس شده‌است و سابقه ۳ قهرمانی در لیگ برتر فوتبال قزاقستان و ۱ قهرمانی در جام حذفی فوتبال قزاقستان را دارد. این باشگاه سپس با FC Vostok ادغام شد و تیم فوتبال FC Altai Semey تاسیس شد. این تیم دو بار در فصل‌های ۱۹۹۵ و ۹۷–۱۹۹۶ در جام باشگاه های آسیا حضور داشت.